# Lanitra hexamitobalia
Lanitra hexamitobalia är en fjärilsart som beskrevs av Collenette 1936. Lanitra hexamitobalia ingår i släktet Lanitra och familjen tofsspinnare. Inga underarter finns listade i Catalogue of Life.